# Camino Real, Guanajuato
Camino Real är en ort i Mexiko.   Den ligger i kommunen Silao de la Victoria och delstaten Guanajuato, i den centrala delen av landet, 290 km nordväst om huvudstaden Mexico City. Camino Real ligger 1 758 meter över havet och antalet invånare är 232.
Terrängen runt Camino Real är en högslätt. Runt Camino Real är det ganska tätbefolkat, med 207 invånare per kvadratkilometer. Närmaste större samhälle är Silao, 5,4 km norr om Camino Real. Trakten runt Camino Real består till största delen av jordbruksmark.